# Лэнсли, Эндрю
Э́ндрю Дэ́вид Лэ́нсли, барон Лэ́нсли (англ. Andrew David Lansley, Baron Lansley; род. 11 декабря 1956, Хорнчёрч, Хаверинг, Лондон) — британский политик, министр здравоохранения (2010—2012).

## Биография
Сын Томаса Лэнсли, президента Института биомедицинских наук. В 1979 году окончил Эксетерский университет, где изучал политику, и поступил на государственную службу, заняв в 1980-е годы должность личного секретаря министра торговли и промышленности Нормана Теббита.
В 1990 году возглавил Исследовательский департамент Консервативной партии, сыграв существенную роль в её победе на выборах 1992 года. На следующих выборах, в 1997 году, сам был избран в Палату общин. Стал близким соратником Уильяма Хейга и принимал участие в планировании предвыборной кампании 2001 года, оказавшейся неудачной для консерваторов. После отставки Хейга поддержал Кена Кларка в его борьбе за лидерство в партии, хотя, в отличие от него, являлся евроскептиком, поскольку считал необходимом позиционировать партию ближе к политическому центру. Лэнсли был одним из немногих консерваторов, выступавших против войны в Ираке. Добивался модернизации партии и даже предлагал переименовать её в «партию консерваторов-реформистов» (Reform Conservatives), но не нашёл понимания.
Парламентские выборы 6 мая 2010 года принесли консерваторам относительное большинство, и 11 мая 2010 года Дэвид Кэмерон сформировал коалиционное правительство с участием либеральных демократов, в котором Лэнсли получил портфель министра здравоохранения.
4 сентября 2012 года в ходе массовых кадровых перестановок в кабинете перемещён на должность лидера Палаты общин с церемониальным титулом лорда-хранителя Малой печати.
15 июля 2014 года Дэвид Кэмерон произвёл новые перестановки в кабинете, освободив Лэнсли от всех должностей.
Реформы системы здравоохранения, проведённые в период министерства Лэнсли, были признаны одними из наиболее неудачных мероприятий коалиционного правительства, что повлекло за собой понижение Лэнсли в должности и последующее исключение его из кабинета, а в мае 2015 года он не выставил свою кандидатуру в Южном Кембриджшире на очередных парламентских выборах.
5 октября 2015 года королева Елизавета II пожаловала Лэнсли пожизненное пэрство с титулом «барон Лэнсли Оруэллский в графстве Кембриджшир».